# رمارک ۱۰۱۱۹
سیارک ۱۰۱۱۹ (به انگلیسی: 10119 Remarque، نامگذاری:1992YC1) ده هزار و صد و نوزدهمین سیارک کشف شده‌است که در ۱۸ دسامبر ۱۹۹۲ کشف شد.
قدر مطلق سیارک برابر ۱۳٫۲۰ است.